# Théorème de Birkhoff (relativité)
Pour les articles homonymes, voir Théorème de Birkhoff.
En relativité générale, le théorème de Birkhoff affirme que toute solution à symétrie sphérique de l'équation d'Einstein doit être statique et asymptotiquement plate. C'est, en d'autres termes, un théorème d'unicité,, en vertu duquel toute solution à symétrie sphérique de l'équation d'Einstein dans le vide est localement isométrique à la solution de Schwarzschild,,.

## Énoncés
Unicité de la métrique de Schwarzschild — La métrique de Schwarzschild est l'unique solution à symétrie sphérique de l'équation d'Einstein pour le vide et en l'absence de constante cosmologique.

Tout espace-temps à symétrie sphérique satisfaisant à l'équation d'Einstein pour le vide doit avoir, en plus des trois champs de vecteur de Killing liés à la symétrie sphérique, un champ de vecteur de Killing supplémentaire.
.
L'hypothèse de la symétrie sphérique implique, dans le vide, l'existence, au moins localement, de deux autres symétries : l'invariance par translation dans le temps (t = t + constante) et l'invariance par renversement du temps (t → −t). La région où la métrique possède ces deux symétries est celle où r > 2m. Une métrique ayant ces deux symétries est dite statique. 

Une solution à symétrie sphérique de l'équation d'Einstein pour le vide est nécessairement statique, dans une région extérieure au rayon de Schwarzschild.
Une région extérieure au rayon de Schwarzschild est celle où la coordonnée t est de genre temps et les coordonnées r, θ et φ sont de genre espace.

## Histoire
La métrique de Schwarzschild est une solution de l'équation d'Einstein pour le vide (Tμν = 0) et en l'absence de constante cosmologique (Λ = 0). Elle est à symétrie sphérique et dépend d'un paramètre M correspondant à la masse. Elle peut s'exprimer dans un système de coordonnées d'espace-temps avec r tel que l'aire des sphères — qui sont les orbites du groupe des rotations — soit 4πr2. Dans ce système de coordonnées et pour M > 0, la métrique présente une singularité à r = 2GM / c2. Dans la région r > 2GM / c2, la métrique est statique et représente le champ gravitationnel en dehors d'un corps à symétrie sphérique, statique et dont l'aire correspond à r0 > 2GM / c2. Le théorème répond à la question de savoir si la métrique reste applicable sans avoir à supposer que le corps soit statique.
L'éponyme du théorème de Birkhoff est le mathématicien américain George D. Birkhoff (1884-1944) qui l'a établi en 1923,,.
À la suite des travaux d'Ernst Schmutzer et de Hubert Goenner, et de leur citation par Hans-Jürgen Schmidt puis Stanley Deser et Joel Franklin, il est désormais admis qu'il avait déjà été publié deux ans plus tôt par un physicien norvégien alors méconnu, Jørg Tofte Jebsen (en). Depuis, il est souvent question du « théorème de Jebsen-Birkhoff » dans les publications scientifiques. D'après Deser et Franklin, le théorème a également été obtenu indépendamment par W. Alexandrow dès 1923 et par J. Eisland deux ans plus tard.

## Justification intuitive
L'idée du théorème de Birkhoff est qu'un champ gravitationnel de symétrie sphérique doit être généré par un objet massif à l'origine : s'il y avait une autre concentration de masse-énergie ailleurs, cela perturberait la symétrie sphérique, donc, on peut s'attendre à ce que la solution représente un objet isolé. Le champ devrait disparaître à grande distance de l'objet, ce qui correspond partiellement à une solution asymptotiquement plate. Ainsi, cette part du théorème correspond à ce que l'on attend du fait que la gravitation newtonienne est un cas limite de la relativité générale.

## Conséquences
Le théorème montre qu'il est inutile de supposer que l'espace-temps est statique pour obtenir la métrique de Schwarzschild : supposer que l'espace-temps est à symétrie sphérique est nécessaire mais suffisant.
Il existe des systèmes de coordonnées d'espace-temps {\displaystyle (ct,r,\theta ,\varphi )} dans lesquels la métrique de Schwarzschild s'écrit :
{\displaystyle \mathrm {d} s^{2}=-c^{2}\,\mathrm {d} \tau ^{2}=-A(r)\,c^{2}\,\mathrm {d} t^{2}+B(r)\,\mathrm {d} r^{2}+C(r)\,\mathrm {d} \Omega ^{2}},
où :
- {\displaystyle \mathrm {d} \Omega ^{2}=\mathrm {d} \theta ^{2}+\sin ^{2}\!(\theta )\,\mathrm {d} \varphi ^{2}} est la métrique d'une 2-sphère unité ;
- {\displaystyle A(r)}, {\displaystyle B(r)} et {\displaystyle C(r)} sont trois fonctions de la coordonnées {\displaystyle r}, indépendantes des trois autres coordonnées {\displaystyle t}, {\displaystyle \theta } et {\displaystyle \varphi }.

Un système à symétrie sphérique n'émet pas d'ondes gravitationnelles.
Le théorème de Birkhoff généralise les deux théorèmes de la sphère de fer d'Isaac Newton,. Soit une couronne sphérique d'épaisseur négligeable, de masse M, de rayon R et de centre O à l'origine. Alors, en tout point extérieur (r > R) de la couronne, le potentiel et le champ de gravitation sont égaux à ceux d'un point de masse M situé en O,. D'autre part, en tout point intérieur (r < R) de la couronne, le potentiel de gravitation est constant et le champ de gravitation est nul,,. Autrement dit, l'intérieur d'une couronne sphérique de poussière, l'espace-temps est plat.
Une autre conséquence intéressante du théorème de Birkhoff est que pour une fine couche sphérique, la solution intérieure doit obéir à la métrique de Minkowski. En d'autres termes, le champ gravitationnel doit s'annuler à l'intérieur d'une couche sphérique. Ceci est en accord avec la gravitation newtonienne.
En vertu du théorème de de Birkhoff, une étoile statique doit avoir un rayon supérieur au rayon de Schwarzschild :
{\displaystyle R>{\frac {2GM}{c^{2}}}=R_{\mathrm {S} }},
où :
- {\displaystyle R} et {\displaystyle M} son respectivement le rayon et la masse de l'étoile ;
- {\displaystyle c} et {\displaystyle G} sont respectivement la vitesse de la lumière dans le vide et la constante de la gravitation ;
- {\displaystyle R_{\mathrm {S} }} est le rayon de Schwarzschild.

### Extension de l'application de la métrique
Le théorème de Birkhoff étend l'application de la métrique de Schwarzschild. Le champ de gravitation à l'extérieur de la surface d'une étoile à symétrie sphérique est décrit par la métrique de Schwarzschild et ce, que l'étoile soit statique — c'est-à-dire en équilibre hydrostatique — ou qu'elle pulse, s'effondre ou s'expande radialement,,. 
La conclusion que le champ extérieur doit être stationnaire est plus surprenante, et a une conséquence importante. Considérons une étoile sphérique de masse fixe soumise à des pulsations sphériques. Alors, le théorème de Birkhoff dit que sa géométrie extérieure doit obéir à la métrique de Schwarzschild : le seul effet de la pulsation est de changer la position de la surface stellaire.
À l'extérieur d'un système qui n'est pas statique mais dont l'évolution temporelle préserve la symétrique sphérique, l'espace-temps est celui dont la géométrie est décrite par la métrique de Schwarzschild.

## Généralisations
Le théorème de Birkhoff peut être généralisé : toute solution à symétrie sphérique des équations de champ d'Einstein-Maxwell doit être stationnaire et asymptotiquement plate, ce qui implique que la géométrie extérieure d'une étoile chargée sphérique doit correspondre à celle d'un trou noir de Reissner-Nordström.
Il n'existe ni généralisation du théorème de Birkhoff ni analogue à celui-ci pour le cas d'un espace-temps à symétrie axiale, notamment pour l'effondrement gravitationnel d'un corps en rotation.
En particulier, le théorème de Birkhoff ne s'applique pas à la métrique de Kerr pour laquelle il n'existe pas d'analogue connu à ce théorème. Il en résulte que la métrique de Kerr ne décrit qu'un trou noir homonyme,, : elle n'est pas la métrique extérieure au corps en rotation, telle une étoile ou une planète, y compris pendant son effondrement gravitationnel ; la métrique extérieure à un corps en rotation ne s'approche qu'asymptotiquement de celle de Kerr.